# Wladimir Anatoljewitsch Subkow
Wladimir Anatoljewitsch Subkow (russisch Владимир Анатольевич Зубков; * 30. April 1948 in Nowosibirsk) ist ein ehemaliger sowjetischer Ringer. Er war vierfacher Weltmeister im griechisch-römischen Stil im Papiergewicht.

## Werdegang
Wladimir Subkow begann als Jugendlicher in Nowosibirsk mit dem Ringen. Er konzentrierte sich dabei ganz auf den griechisch-römischen Stil. Der nur 1,50 Meter große Athlet rang als Senior im Papiergewicht, der leichtesten Gewichtsklasse, die erst 1969 vom internationalen Ringerverband (FILA) eingeführt wurde und ihr Gewichtslimit bei 48 kg Körpergewicht hatte.
Sein erster Start bei einer internationalen Meisterschaft war gleich der bei der Weltmeisterschaft 1970 in Edmonton. Er kam dort zu Siegen über die durchwegs sehr starken Ringer Hizir Sari aus der Türkei, Henrik Gál aus Ungarn, Rahim Aliabadi aus dem Iran, Raimo Hirvonen aus Finnland und Bernard Szczepański aus Polen. Er stand damit im Finale, in dem er gegen Gheorghe Berceanu aus Rumänien nach Punkten verlor. Er wurde damit Vize-Weltmeister.
Bei der Weltmeisterschaft 1971 in Sofia gelang ihm dann im Papiergewicht der erste Titelgewinn. Ihm reichten dazu Siege über Rahim Aliabadi, Matsuda aus Japan u. Raimo Hirvonen sowie ein Unentschieden gegen Hizir Sari.
1972 startete er erstmals auch bei einer Europameisterschaft. In Kattowitz verlor er aber nach vier gewonnenen Kämpfen gegen Stefan Angelow aus Bulgarien und Gheorghe Berceanu und musste deshalb mit der EM-Bronzemedaille zufrieden sein. Trotz dieses für einen sowjetischen Ringer nicht ganz zufriedenstellenden Abschneidens wurde Wladimir Subkow auch bei den Olympischen Spielen dieses Jahres in München eingesetzt. Er hatte dort aber rabenschwarze Tage, denn er verlor beide Kämpfe, die er bestritt, und zwar gegen Stefan Angelow und gegen Gheorghe Berceanu. Damit schied er aus und landete auf dem 16. Platz.
Die sowjetische Mannschaftsleitung hielt aber weiterhin an ihm fest. Er belohnte dieses Vertrauen durch den Gewinn des Weltmeistertitels in den Jahren 1973 in Teheran, 1974 in Kattowitz und 1975 in Minsk. Er besiegte dabei u. a. mit Ryszard Swierad aus Polen, Haralambos Holidis aus Griechenland, Ferenc Seres aus Ungarn, Constantin Alexandru und Gheorghe Berceanu aus Rumänien u. Aleksander Zajączkowski aus Polen lauter Weltklasseathleten. 1973 wurde er im Kampf gegen Stefan Angelow und 1974 im Kampf gegen Georgi Georgijew aus Bulgarien jeweils zusammen mit diesen Ringern wegen Passivität von der Matte gestellt und jeder mit vier Fehlpunkten belastet. Wladimir Subkow stand jedoch beide Male fehlpunktmäßig so gut im Wettbewerb, dass er trotzdem Weltmeister wurde.
1976 gelang es ihm allerdings nicht mehr sich für die Teilnahme an den Olympischen Spielen in Montreal zu qualifizieren. Er verlor die sowjetische Ausscheidung gegen Alexei Schumakow. Er beendete 1977 seine internationale Ringerlaufbahn und machte eine Ausbildung zum Sportlehrer. Zurzeit (Stand: April 2015) ist er Stützpunkttrainer beim österreichischen Ring-Sport-Verband mit Sitz in Salzburg und außerdem Trainer des AC Wals.

## Erfolge
| Jahr | Platz | Wettbewerb                            | Gewichtsklasse | |
| 1970 | 2.    | WM in Edmonton                        | Papier         | mit Siegen über Hizir Sari, Türkei, Henrik Gál, Ungarn, Rahim Aliabadi, Iran, Raimo Hirvonen, Finnland und Bernard Szczepański, Polen und einer Punktniederlage gegen Gheorghe Berceanu, Rumänien |
| 1971 | 1.    | „Iwan-Poddubny“-Turnier in Minsk      | Papier         | |
| 1971 | 1.    | WM in Sofia                           | Papier         | mit Siegen über Ion Gibu, Rumänien, Rahim Aliabadi, Matsuda, Japan und Raimo Hirvonen und einem Unentschieden gegen Hizir Sari                                                                    |
| 1972 | 1.    | „Iwan-Poddubny“-Turnier in Minsk      | Papier         | vor Kubanow und Alexei Schumakow, bde. UdSSR |
| 1972 | 3.    | EM in Kattowitz                       | Papier         | mit Siegen über Hizir Sari, Jan Mlejnek, Tschechoslowakei, Winfrid Kaprol, DDR u. Sotorios Ventas, Griechenland u. Niederlagen gegen Stefan Angelow u. Gheorghe Berceanu                          |
| 1972 | 16.   | OS in München                         | Papier         | nach Niederlagen gegen Stefan Angelow u. Gheorghe Berceanu |
| 1973 | 1.    | WM in Teheran                         | Papier         | mit Siegen über Ryszard Swierad, Polen, R. Kono, Japan, Haralambos Holidis, Griechenland, im Kampf gegen Stefan Angelow beidseitige Disqualifikation u. Sieg über Ferenc Seres, Ungarn            |
| 1974 | 1.    | Klippan-Turnier                       | Fliegen        | vor Nicu Gângă, Rumänien, Najdenow, Bulgarien u. Paul Schneider, BRD |
| 1974 | 1.    | WM in Kattowitz                       | Papier         | mit Siegen über Haralambos Holidis, Aleksander Zajączkowski, Polen, Ferenc Seres u. Constantin Alexandru, Rumänien, im Kampf gegen Georgi Georgijew, Bulgarien, beidseitige Disqualifikation      |
| 1975 | 1.    | WM in Minsk                           | Papier         | mit Siegen über Tseren Lhajev, Mongolei, Karoly Kancsar, USA, Isida Kasuharu, Japan, Gheorghe Berceanu u. Stefan Angelow                                                                          |
| 1976 | 3.    | Klippan-Turnier                       | Fliegen        | hinter Heinz Schmidt, DDR u. Wassiljew, Bulgarien |
| 1976 | 2.    | Großer Preis der BRD in Aschaffenburg | Papier         | hinter Constantin Alexandru, Rumänien, vor Jürgen Kleer, BRD |

Anm.: alle Wettkämpfe im griechisch-römischen Stil, OS = Olympische Spiele, WM = Weltmeisterschaft, EM = Europameisterschaft, Papiergewicht, damals bis 48 kg, Fliegengewicht, damals bis 52 kg Körpergewicht